# Volta ao Algarve de 2007
A Volta ao Algarve 2007, foi a trigésima terceira edição da volta, que foi efetuada em 5 etapas começando em  21 a 25 fevereiro de 2007 para um percurso total de 949,4 km, com partida em Albufeira e chegada a Portimão. Foi vencedor o italiano Alessandro Petacchi da equipe Team Milram, que chegou com a marca de 23 horas 33 minutos e 2 segundos, a uma média de 40,31 km/h.
Em Portimão 146 ciclistas iníciaram a competição.

## Etapas
| Etapa | Data         | Percurso                           | km    | Vencedor da etapa   | Líder cl. geral     |
| ----- | ------------ | ---------------------------------- | ----- | ------------------- | ------------------- |
| 1ª    | 21 fevereiro | Albufeira > Faro                   | 191,3 | Gert Steegmans      | Gert Steegmans      |
| 2ª    | 22 fevereiro | Castro Marim > Tavira              | 177   | Bernhard Eisel      | Gert Steegmans      |
| 3ª    | 23 fevereiro | Lagoa > Lagos                      | 208,3 | Alessandro Petacchi | Bernhard Eisel      |
| 4ª    | 24 fevereiro | Vila Real de Santo António > Loulé | 187,2 | Alessandro Petacchi | Alessandro Petacchi |
| 5ª    | 25 fevereiro | Vila do Bispo > Portimão           | 185,6 | Alessandro Petacchi | Alessandro Petacchi |
| Total | Total        | Total                              | 949,4 |                     |                     |

## Equipas participantes
| N.      | Cod. | Equipe                |
| ------- | ---- | --------------------- |
| 1-8     | MAI  | LA-MSS                |
| 11-18   | MRM  | Team Milram           |
| 21-28   | DSC  | Discovery Channel     |
| 31-38   | PRL  | Predictor-Lotto       |
| 41-48   | AST  | Astana                |
| 51-58   | QSI  | Quick Step-Innergetic |
| 61-68   | TMO  | T-Mobile Team         |
| 71-78   | FDJ  | Agritubel             |
| 81-88   | GST  | Team Gerolsteiner     |
| 91-98   | UNI  | Unibet.com            |
| 101-108 | COF  | Cofidis               |
| 111-118 | SLB  | Benfica               |

| N.      | Cod. | Equipe                         |
| ------- | ---- | ------------------------------ |
| 121-128 | JAC  | Chocolade Jacques-Topsport Vl. |
| 131-138 | WIE  | Team Wiesenhof-Felt            |
| 141-148 | BAR  | Team Barloworld                |
| 151-158 | LSE  | Liberty Seguros                |
| 161-168 | DUJ  | Duja-Tavira                    |
| 171-178 | MAD  | Madeinox-Bric-A.R. Canelas     |
| 181-188 | PRM  | Paredes Rota Dos Moveis        |
| 191-198 | BHL  | Barbot-Halcon                  |
| 201-208 | RIB  | Riberalves-Boavista            |
| 211-218 | ASC  | Vitória-ASC                    |
| 221-228 | RB3  | Rabobank Continental           |
| 231-238 | SKT  | Murphy & Gunn-Newlyn           |

## Detalhes das etapas

### 1ª etapa
- 21 fevereiro: Albufeira > Faro – 191,3 km

Resultados
| Pos. | Corredor         | Equipa                | Tempo    |
| ---- | ---------------- | --------------------- | -------- |
| 1    | Gert Steegmans   | Quick Step-Innergetic | 4h44'16" |
| 2    | René Haselbacher | Astana                | m.t.     |
| 3    | Tomas Vaitkus    | Discovery Channel     | m.t.     |

| Pos. | Corredor         | Equipa                | Tempo    |
| ---- | ---------------- | --------------------- | -------- |
| 1    | Gert Steegmans   | Quick Step-Innergetic | 4h44'06" |
| 2    | René Haselbacher | Astana                | a 4"     |
| 3    | Roy Sentjens     | Predictor-Lotto       | m.t.     |

### 2ª etapa
- 22 fevereiro: Castro Marim > Tavira – 177,0 km

Resultados
| Pos. | Corredor       | Equipa        | Tempo    |
| ---- | -------------- | ------------- | -------- |
| 1    | Bernhard Eisel | T-Mobile Team | 4h23'03" |
| 2    | Jimmy Casper   | Unibet.com    | m.t.     |
| 3    | Fabrizio Guidi | Barloworld    | m.t.     |

| Pos. | Corredor         | Equipa                | Tempo    |
| ---- | ---------------- | --------------------- | -------- |
| 1    | Gert Steegmans   | Quick Step-Innergetic | 9h07'09" |
| 2    | Bernhard Eisel   | T-Mobile Team         | a 3"     |
| 3    | René Haselbacher | Astana                | a 4"     |

### 3ª etapa
- 23 fevereiro: Lagoa > Lagos – 208,3 km

Resultados
| Pos. | Corredor            | Equipa            | Tempo    |
| ---- | ------------------- | ----------------- | -------- |
| 1    | Alessandro Petacchi | Milram            | 5h05'46" |
| 2    | Bernhard Eisel      | T-Mobile Team     | m.t.     |
| 3    | Tomas Vaitkus       | Discovery Channel | m.t.     |

| Pos. | Corredor            | Equipa                | Tempo     |
| ---- | ------------------- | --------------------- | --------- |
| 1    | Bernhard Eisel      | T-Mobile Team         | 14h12'52" |
| 2    | Alessandro Petacchi | Milram                | a 3"      |
| 3    | Gert Steegmans      | Quick Step-Innergetic | m.t.      |

### 4ª etapa
- 24 fevereiro: Vila Real de Santo António > Loulé – 187,2 km

Resultados
| Pos. | Corredor            | Equipa       | Tempo    |
| ---- | ------------------- | ------------ | -------- |
| 1    | Alessandro Petacchi | Milram       | 4h42'22" |
| 2    | Davide Rebellin     | Gerolsteiner | m.t.     |
| 3    | René Haselbacher    | Astana       | m.t.     |

| Pos. | Corredor            | Equipa            | Tempo     |
| ---- | ------------------- | ----------------- | --------- |
| 1    | Alessandro Petacchi | Milram            | 18h55'07" |
| 2    | René Haselbacher    | Astana            | a 10s     |
| 3    | Tomas Vaitkus       | Discovery Channel | a 12s     |

### 5ª etapa
- 25 fevereiro: Vila do Bispo > Portimão – 185,6 km

Resultados
| Pos. | Corredor            | Equipa     | Tempo    |
| ---- | ------------------- | ---------- | -------- |
| 1    | Alessandro Petacchi | Milram     | 4h38'05" |
| 2    | Fabrizio Guidi      | Barloworld | m.t.     |
| 3    | Olaf Pollack        | Wiesenhof  | m.t.     |

| Pos. | Corredor            | Equipa            | Tempo     |
| ---- | ------------------- | ----------------- | --------- |
| 1    | Alessandro Petacchi | Milram            | 23h33'02" |
| 2    | René Haselbacher    | Astana            | a 20"     |
| 3    | Tomas Vaitkus       | Discovery Channel | a 22"     |

## Evolução da classificação
| Etapa               | Vencedor            | Classificação geral | Classificação montanha | Classificação pontos | Classificação metas volantes | Classificação combinação | Classificação juventude | Classificação equipas |
| ------------------- | ------------------- | ------------------- | ---------------------- | -------------------- | ---------------------------- | ------------------------ | ----------------------- | --------------------- |
| 1ª                  | Gert Steegmans      | Gert Steegmans      | Tiago Machado          | Gert Steegmans       | Roy Sentjens                 | Tiago Machado            | Tiago Machado           | Discovery Channel     |
| 2ª                  | Bernhard Eisel      | Gert Steegmans      | Lars Boom              | Bernhard Eisel       | Roy Sentjens                 | Tiago Machado            | Tiago Machado           | Team Milram           |
| 3ª                  | Alessandro Petacchi | Bernhard Eisel      | Tom Stubbe             | Bernhard Eisel       | Roy Sentjens                 | Tom Stubbe               | Tiago Machado           | Discovery Channel     |
| 4ª                  | Alessandro Petacchi | Alessandro Petacchi | Tom Stubbe             | Alessandro Petacchi  | Roy Sentjens                 | ?                        | Tiago Machado           | Astana                |
| 5ª                  | Alessandro Petacchi | Alessandro Petacchi | Wim Van Huffel         | Alessandro Petacchi  | Roy Sentjens                 | Philippe Gilbert         | Tiago Machado           | Astana                |
| Classificação final | Classificação final | Alessandro Petacchi | Wim Van Huffel         | Alessandro Petacchi  | Roy Sentjens                 | Philippe Gilbert         | Tiago Machado           | Astana                |

## Classificação final

### Classificação geral
| Pos. | Corredor            | Equipa                | Tempo     |
| ---- | ------------------- | --------------------- | --------- |
| 1    | Alessandro Petacchi | Milram                | 23h33'02" |
| 2    | René Haselbacher    | Astana                | a 20"     |
| 3    | Tomas Vaitkus       | Discovery Channel     | a 22"     |
| 4    | Davide Rebellin     | Gerolsteiner          | a 27"     |
| 5    | Philippe Gilbert    | Française des Jeux    | a 29"     |
| 6    | Tiago Machado       | Riberalves-Boavista   | a 31"     |
| 7    | Geoffroy Lequatre   | Cofidis               | a 33"     |
| 8    | Thomas Ziegler      | T-Mobile Team         | m.t.      |
| 9    | Aleksandr Efimkin   | Barloworld            | m.t.      |
| 10   | Maarten Wynants     | Quick Step-Innergetic | m.t.      |

### Classificação por pontos
| Pos. | Corredor            | Equipa            | Puntos |
| ---- | ------------------- | ----------------- | ------ |
| 1    | Alessandro Petacchi | Milram            | 96     |
| 2    | Bernhard Eisel      | T-Mobile Team     | 55     |
| 3    | Tomas Vaitkus       | Discovery Channel | 49     |
| 4    | René Haselbacher    | Astana            | 46     |
| 5    | Fabrizio Guidi      | Barloworld        | 46     |

### Classificação de montanha
| Pos. | Corredor         | Equipa          | Pontos |
| ---- | ---------------- | --------------- | ------ |
| 1    | Wim Van Huffel   | Predictor-Lotto | 18     |
| 2    | Tom Stubbe       | Chocolade Jac.  | 17     |
| 3    | Thomas Berkhout  | Rabobank C.T.   | 15     |
| 4    | Gilberto Martins | Madeinox        | 11     |
| 5    | Lars Boom        | Rabobank C.T.   | 10     |

### Classificação metas volantes
| Pos. | Corredor         | Equipa              | Pontos |
| ---- | ---------------- | ------------------- | ------ |
| 1    | Roy Sentjens     | Predictor-Lotto     | 11     |
| 2    | Tiago Machado    | Riberalves-Boavista | 6      |
| 3    | Tom Stubbe       | Chocolade Jac.      | 5      |
| 4    | Lars Boom        | Rabobank C.T.       | 5      |
| 5    | Philippe Gilbert | Française des Jeux  | 4      |

### Classificação juventude
| Pos. | Corredor          | Equipa              | Tempo |
| ---- | ----------------- | ------------------- | ----- |
| 1    | Tiago Machado     | Riberalves-Boavista |       |
| 2    | Tom Leezer        | Rabobank C.T.       |       |
| 3    | Greg Van Avermaet | Predictor-Lotto     |       |
| 4    | Arjen de Baat     | Rabobank C.T.       |       |
| 5    | Lars Boom         | Rabobank C.T.       |       |

### Classificação de equipas
| Pos. | Equipa            | Tempo     |
| ---- | ----------------- | --------- |
| 1    | Astana            | 70h40'50" |
| 2    | Discovery Channel | a 9"      |
| 3    | Team Milram       | a 33"     |
| 4    | Team Barloworld   | a 1'4"    |
| 5    | Liberty Seguros   | a 1'5"    |